# U.C.C. 2020-2021
Questa voce raccoglie le informazioni riguardanti l'U.C.C., nella sua quinta stagione con il nome di Assigeco Piacenza, nelle competizioni ufficiali della stagione 2020-2021.

## Stagione
La stagione 2020-2021 dell'U.C.C. sponsorizzata Assigeco, è la 9ª nella seconda serie italiana, la Serie A2.

## Organigramma societario
Aggiornato al 7 ottobre 2020.
- Presidente: Franco Curioni
- Vice Presidente: Luigi Stecconi, Silvia Bellelli
- Direttore Sportivo: Alessandro Pagani
- Club Manager: Andrea Centenari[3]
- Resp. Area Comunicazione: Flavio Suardi[4]
- Resp. Marketing: Paolo Cattivelli[5]
- Coordinatore Generale: Vittorio Boselli
- Consiglieri: Stefano Curioni, Vittorio Boselli, Massimiliano Franzoni
- Resp. Settore Giovanile: Massimiliano Giannoni[6]
- Resp. della foresteria: Vincenzo Virgallita[7]
- Resp. Tecnico Minibasket e Settore Femminile: Marco Merli
- Segreteria: Mariangela Legranzini
- Resp. Statistiche Lega: Davide Dosio, Eugenio Livraghi

- Allenatore: Stefano Salieri
- Assistenti: Lorenzo Dalmonte
- Preparatore Atletico: Mattia Raimondi, Carlo Alberto Naldini
- Medico: Gianluca Concardi
- Fisioterapista: Matteo Anelli, Benedetta Libori[8][9]

## Roster
Aggiornato al 2 marzo 2021.
| Assigeco Piacenza 2020-21 | Assigeco Piacenza 2020-21 |
| Giocatori                 | Staff tecnico             |
| ------------------------- | ------------------------- |

| N. | Naz.                   | Ruolo | Nome                 | Anno | Alt.   | Peso   |  |
| -- | ---------------------- | ----- | -------------------- | ---- | ------ | ------ |  |
| 1  | Stati Uniti (bandiera) | A     | Markis McDuffie      | 1997 | 203 cm | 99 kg  |  |
| 3  | Italia (bandiera)      | PG    | Alessandro Voltolini | 2001 | 192 cm | 80 kg  |  |
| 5  | Italia (bandiera)      | GA    | Nicola Perotti       | 1999 | 195 cm | 90 kg  |  |
| 6  | Italia (bandiera)      | A     | Giovanni Poggi       | 1997 | 201 cm | 97 kg  |  |
| 8  | Italia (bandiera)      | AG    | Lorenzo Molinaro     | 1992 | 204 cm | 102 kg |  |
| 9  | Italia (bandiera)      | G     | Matteo Formenti (C)  | 1982 | 194 cm | 90 kg  |  |
| 10 | Italia (bandiera)      | P     | Gherardo Sabatini    | 1994 | 183 cm | 75 kg  |  |
| 13 | Serbia (bandiera)      | G     | Nemanja Gajic        | 2001 | 195 cm | 104 kg |  |
| 18 | Italia (bandiera)      | C     | Tommaso Guariglia    | 1997 | 207 cm | 108 kg |  |
| 22 | Italia (bandiera)      | P     | Federico Massone     | 1998 | 186 cm | 70 kg  |  |
| 29 | Stati Uniti (bandiera) | G     | Tobin Carberry       | 1991 | 193 cm | 82 kg  |  |
| 77 | Croazia (bandiera)     | GA    | Stipe Jelic          | 2002 | 198 cm | 92 kg  |  |
| 90 | Italia (bandiera)      | PG    | Luca Cesana          | 1997 | 196 cm | 90 kg  |  |

| Allenatore                                                              |
| - Stefano Salieri                                                       |
| Assistente/i                                                            |
| - Lorenzo Dalmonte Legenda - (C) Capitano - (IN) Inattivo - Infortunato |

## Mercato

### Sessione estiva
| Acquisti | Acquisti             | Acquisti        | Acquisti   | Acquisti |
| R.       | Nome                 | da              | Modalità   |          |
| -------- | -------------------- | --------------- | ---------- | -------- |
| PG       | Alessandro Voltolini | Aquila Trento   | prestito   |          |
| G        | Nemanja Gajic        | Oxygen Bassano  | definitivo |          |
| PG       | Luca Cesana          | Junior Casale   | definitivo |          |
| P        | Federico Massone     | Pall. Biella    | definitivo |          |
| G        | Tobin Carberry       | Vilpas Vikings  | definitivo |          |
| A        | Giovanni Poggi       | Mantova         | definitivo |          |
| G        | Matteo Formenti      | Derthona Basket | definitivo |          |
| C        | Tommaso Guariglia    | Basket Brescia  | definitivo |          |
| A        | Markis McDuffie      | Alba Fehérvár   | definitivo |          |

| Cessioni | Cessioni             | Cessioni                 | Cessioni       | Cessioni |
| R.       | Nome                 | a                        | Modalità       |          |
| -------- | -------------------- | ------------------------ | -------------- | -------- |
| A        | Massimiliano Ferraro | Jesi Academy             | fine contratto |          |
| P        | Fabio Montanari      | JuVi Cremona             | fine contratto |          |
| PG       | Jazzmarr Ferguson    | Charilaos Trikoupis      | fine contratto |          |
| P        | Eugenio Rota         | United Eagles Basketball | fine contratto |          |
| G        | Giovanni Gasparin    | Benedetto XIV Cento      | fine contratto |          |
| AG       | Marco Ammannato      | Libertas Livorno 1947    | fine contratto |          |
| GA       | Matteo Piccoli       | Free agent               | fine contratto |          |
| AG       | Francesco Ihedioha   | Pall. Chieti             | fine contratto |          |
| AC       | Lorenzo Cremaschi    | Omnia Pavia              | fine contratto |          |
| AP       | Marco Santiangeli    | Pall. Chieti             | fine contratto |          |
| AG       | Mike Hall            | Free agent               | fine contratto |          |

### Dopo l'inizio della stagione
| Acquisti | Acquisti          | Acquisti          | Acquisti         | Acquisti   |
| R.       | Nome              | da                | data             | Modalità   |
| -------- | ----------------- | ----------------- | ---------------- | ---------- |
| P        | Gherardo Sabatini | Fortitudo Bologna | 22 febbraio 2021 | definitivo |

## Risultati

### Supercoppa LNP
| Arbitri: | Radaelli (Rho) Caruso (Milano) Yang Yao (Vigasio) |

|                                  |            |                                 |
| Reati 23 Pepe 19 Borra, Sarto 12 | Punti      | 33 Carberry 12 Cesana 9 Massone |
| Bogliardi 9                      | Assist     | 4 Massone                       |
| Borra 11                         | Rimbalzi   | 8 Guariglia                     |
| Devis Cagnardi                   | Allenatori | Stefano Salieri                 |

| Arbitri: | Terranova (Ferrara) Marota (San Benedetto del Tronto) Bonotto (Ravenna) |

|                                     |            |                                    |
| McDuffie 20 Carberry 14 Molinaro 10 | Punti      | 18 Pullazi 14 Zugno 9 Masciadri    |
| Carberry, Formenti 5                | Assist     | 3 Masciadri, Vecerina, Parravicini |
| McDuffie 10                         | Rimbalzi   | 11 Pullazi                         |
| Stefano Salieri                     | Allenatori | Marco Calvani                      |

| Arbitri: | Puccini (Genova) Saraceni (Zola Predosa) Calella (Bologna) |

|                                    |            |                                  |
| McDuffie 24 Guariglia 14 Cesana 12 | Punti      | 24 Langston 15 Montano 13 Raivio |
| Cesana, Massone 5                  | Assist     | 6 Bossi                          |
| Cesana, Poggi 7                    | Rimbalzi   | 10 Raivio                        |
| Stefano Salieri                    | Allenatori | Davide Villa                     |

### Serie A2

#### Regular season

##### Girone di andata
| Arbitri: | Ferretti (Teramo) Costa (Livorno) Giovannetti (Rivoli) |

|                                             |            |                                  |
| McDuffie 34 Cesana 17 Carberry, Formenti 14 | Punti      | 25 Langston 18 Raivio 16 Montano |
| McDuffie, Massone 5                         | Assist     | 5 Raivio                         |
| McDuffie 10                                 | Rimbalzi   | 9 Raivio                         |
| Stefano Salieri                             | Allenatori | Davide Villa                     |

| Arbitri: | Bartolomeo (Cellino San Marco) Terranova (Ferrara) Longobucco (Ciampino) |

|                                            |            |                                   |
| Johnson 20 Antonutti, Foulland 14 Giuri 13 | Punti      | 26 Carberry 23 McDuffie 12 Cesana |
| Mussini, Deangeli 4                        | Assist     | 7 Cesana                          |
| Foulland 8                                 | Rimbalzi   | 7 McDuffie                        |
| Matteo Boniciolli                          | Allenatori | Stefano Salieri                   |

| Arbitri: | Gonella (Genova) Wassermann (Trieste) Spessot (Romans d'Isonzo) |

|                                         |            |                                      |
| Miles 38 Martini 14 Spanghero, Zilli 12 | Punti      | 31 Carberry 21 McDuffie 12 Guariglia |
| Spanghero 4                             | Assist     | 5 Formenti                           |
| Galmarini 10                            | Rimbalzi   | 13 McDuffie                          |
| Fabio Corbani                           | Allenatori | Stefano Salieri                      |

| Arbitri: | Rudellat (Nuoro) Puccini (Genova) Pazzaglia (Pesaro) |

|                                                      |            |                                                           |
| McDuffie 29 Carberry, Formenti 12 Molinaro, Cesana 7 | Punti      | 18 Renzi, Palermo 10 Mollura, Corbett, Erkmaa 9 Nwohuocha |
| Carberry 5                                           | Assist     | 4 Renzi                                                   |
| Guariglia 9                                          | Rimbalzi   | 7 Renzi, Nwohuocha                                        |
| Stefano Salieri                                      | Allenatori | Daniele Parente                                           |

| Arbitri: | Bartoli (Trieste) Almerigogna (Trieste) Tallon (Bologna) |

|                                   |            |                                 |
| Formenti 18 McDuffie 13 Cesana 11 | Punti      | 24 Cannon 20 Mascolo 8 Ambrosin |
| Formenti 3                        | Assist     | 4 Mascolo                       |
| McDuffie 6                        | Rimbalzi   | 9 Cannon                        |
| Stefano Salieri                   | Allenatori | Marco Ramondino                 |

| Arbitri: | Bartoli (Trieste) De Biase (Udine) Almerigogna (Trieste) |

|                                         |            |                                           |
| Diop, Alibegović 16 Pinkins 15 Clark 12 | Punti      | 12 Carberry 8 McDuffie, Cesana 7 Molinaro |
| Clark 6                                 | Assist     | 2 Massone                                 |
| Cappelletti, Pinkins 9                  | Rimbalzi   | 5 Molinaro                                |
| Demis Cavina                            | Allenatori | Stefano Salieri                           |

| Arbitri: | Gagliardi (Anagni) Caruso (Milano) Tarascio (Priolo Gargallo) |

|                                   |            |                                  |
| McDuffie 19 Cesana 14 Carberry 12 | Punti      | 12 Candussi 11 Severini 10 Jones |
| Cesana 6                          | Assist     | 5 Greene                         |
| Molinaro 7                        | Rimbalzi   | 8 Rosselli                       |
| Stefano Salieri                   | Allenatori | Andrea Diana                     |

| Arbitri: | Radaelli (Rho) Chersicla (Oggiono) Perocco (Ponzano Veneto) |

|                               |            |                                               |
| Floyd 32 Johnson 19 Taflaj 14 | Punti      | 32 McDuffie 20 Carberry 10 Molinaro, Formenti |
| Johnson 8                     | Assist     | 7 Massone                                     |
| Johnson 10                    | Rimbalzi   | 7 McDuffie                                    |
| Marco Sodini                  | Allenatori | Stefano Salieri                               |

| Arbitri: | Foti (Vittuone) Pecorella (Trani) Salustri (Roma) |

|                                     |            |                                   |
| McDuffie 18 Massone 15 Guariglia 14 | Punti      | 19 Pullazi 13 Purvis 12 Masciadri |
| Massone 6                           | Assist     | 6 Zugno                           |
| Guariglia 11                        | Rimbalzi   | 9 Easley                          |
| Stefano Salieri                     | Allenatori | Marco Calvani                     |

| Arbitri: | Moretti (Marsciano) Gagno (Spresiano) Barbiero (Milano) |

|                                                |            |                                 |
| Carberry 22 Guariglia 12 Formenti, McDuffie 11 | Punti      | 18 Hawkins 15 Laganà 11 Pollone |
| Formenti 5                                     | Assist     | 5 Laganà                        |
| Molinaro, Formenti, Cesana 6                   | Rimbalzi   | 14 Hawkins                      |
| Stefano Salieri                                | Allenatori | Iacopo Squarcina                |

| Arbitri: | Gagliardi (Anagni) Puccini (Genova) Marota (San Benedetto del Tronto) |

|                               |            |                                               |
| Frazier 24 Nikolic 16 Pepe 15 | Punti      | 16 McDuffie, Carberry 15 Sabatini 13 Formenti |
| Pepe 7                        | Assist     | 6 Sabatini                                    |
| Borra, Frazier 6              | Rimbalzi   | 8 Guariglia                                   |
| Devis Cagnardi                | Allenatori | Lorenzo Dalmonte                              |

| Arbitri: | Maschio (Firenze) Centonza (Grottammare) Marzulli (Pisa) |

|                                            |            |                                  |
| Thompson 25 Redivo, Camara 14 Valentini 13 | Punti      | 33 McDuffie 19 Massone 15 Cesana |
| Redivo, Valentini 3                        | Assist     | 5 Massone                        |
| Camara 12                                  | Rimbalzi   | 11 McDuffie                      |
| Mattia Ferrari                             | Allenatori | Stefano Salieri                  |

| Arbitri: | Scrima (Catanzaro) Nuara (Treviso) Giovannetti (Rivoli) |

|                                   |            |                               |
| McDuffie 22 Cesana 20 Carberry 14 | Punti      | 22 Weaver 20 Cortese 10 Ceron |
| Carberry, Formenti 4              | Assist     | 5 James                       |
| Cesana 8                          | Rimbalzi   | 8 Weaver                      |
| Stefano Salieri                   | Allenatori | Emanuele Di Paolantonio       |

##### Girone di ritorno
| Arbitri: | Wassermann (Trieste) Calella (Bologna) Morassutti (Gradisca d'Isonzo) |

|                                           |            |                                   |
| Montano 18 Langston, Raspino 14 Raivio 10 | Punti      | 23 McDuffie 18 Carberry 14 Cesana |
| Bossi 6                                   | Assist     | 6 Formenti                        |
| Raspino 8                                 | Rimbalzi   | 15 McDuffie                       |
| Davide Villa                              | Allenatori | Stefano Salieri                   |

| Arbitri: | Cappello (Porto Empedocle) Longobucco (Ciampino) Miniati (Firenze) |

|                                      |            |                                   |
| McDuffie 34 Carberry 20 Guariglia 11 | Punti      | 20 Johnson 15 Mussini 14 Foulland |
| Massone 9                            | Assist     | 6 Giuri                           |
| Carberry 6                           | Rimbalzi   | 9 Foulland                        |
| Stefano Salieri                      | Allenatori | Matteo Boniciolli                 |

| Arbitri: | Boscolo Nale (Chioggia) Capurro (Reggio Calabria) Marota (San Benedetto del Tronto) |

|                                     |            |                                |
| Massone 23 Carberry 19 Guariglia 12 | Punti      | 23 Miles 22 Spanghero 15 Negri |
| Massone 6                           | Assist     | 7 Spanghero                    |
| Poggi 8                             | Rimbalzi   | 7 Hollis                       |
| Stefano Salieri                     | Allenatori | Fabio Corbani                  |

| Arbitri: | Masi (Firenze) Costa (Livorno) Salustri (Roma) |

|                               |            |                                    |
| Renzi 29 Miller 17 Corbett 15 | Punti      | 21 McDuffie 17 Cesana 16 Guariglia |
| Palermo 9                     | Assist     | 6 Carberry                         |
| Miller 9                      | Rimbalzi   | 15 Guariglia                       |
| Daniele Parente               | Allenatori | Stefano Salieri                    |

| Arbitri: | Bartoli (Trieste) Gonella (Genova) Maschietto (Treviso) |

|                                 |            |                                      |
| Cannon 18 Sanders 10 Severini 9 | Punti      | 18 Carberry 15 McDuffie 12 Guariglia |
| Tavernelli, Mascolo 3           | Assist     | 4 Formenti, Massone                  |
| Severini, Mascolo 7             | Rimbalzi   | 11 Guariglia                         |
| Marco Ramondino                 | Allenatori | Stefano Salieri                      |

| Arbitri: | Dionisi (Fabriano) Valleriani (Ferentino) Bartolini (Fano) |

|                                     |            |                                       |
| Guariglia 23 McDuffie 21 Carberry 9 | Punti      | 18 Cappelletti 17 Clark 16 Alibegović |
| Massone 9                           | Assist     | 9 Cappelletti                         |
| Guariglia 9                         | Rimbalzi   | 4 Diop                                |
| Stefano Salieri                     | Allenatori | Demis Cavina                          |

| Arbitri: | Bartolomeo (Cellino San Marco) Terranova (Ferrara) Longobucco (Ciampino) |

|                                   |            |                                      |
| Tomassini 19 Jones 15 Candussi 14 | Punti      | 19 McDuffie 11 Guariglia 10 Carberry |
| Rosselli 10                       | Assist     | 4 Formenti                           |
| Candussi 9                        | Rimbalzi   | 7 Molinaro                           |
| Alessandro Ramagli                | Allenatori | Stefano Salieri                      |

| Arbitri: | Bartoli (Trieste) Almerigogna (Trieste) Tallon (Bologna) |

|                                  |            |                               |
| Formenti 19 McDuffie 18 Poggi 15 | Punti      | 28 Floyd 25 Johnson 14 Taflaj |
| Sabatini 5                       | Assist     | 6 Johnson                     |
| Sabatini 11                      | Rimbalzi   | 14 Moretti                    |
| Stefano Salieri                  | Allenatori | Marco Sodini                  |

| Arbitri: | Gonella (Genova) De Biase (Udine) Lupelli (Aprilia) |

|                               |            |                                     |
| Zugno 14 Pullazi 13 Easley 12 | Punti      | 29 McDuffie 14 Formenti 13 Carberry |
| Zugno, Jones 3                | Assist     | 3 Sabatini                          |
| Pullazi 11                    | Rimbalzi   | 11 McDuffie                         |
| Marco Calvani                 | Allenatori | Lorenzo Dalmonte                    |

| Arbitri: | Ursi (Livorno) Caruso (Milano) Nuara (Treviso) |

|                                  |            |                                                                        |
| Carroll 26 Miaschi 22 Hawkins 15 | Punti      | 17 McDuffie, Cesana, Sabatini 8 Massone, Carberry 7 Molinaro, Formenti |
| Miaschi 5                        | Assist     | 4 Cesana, Sabatini, Massone                                            |
| Hawkins 9                        | Rimbalzi   | 8 McDuffie                                                             |
| Iacopo Squarcina                 | Allenatori | Lorenzo Dalmonte                                                       |

| Arbitri: | Rudellat (Nuoro) D'Amato (Tivoli) Centonza (Grottammare) |

|                                     |            |                              |
| McDuffie 21 Formenti 16 Carberry 14 | Punti      | 25 Frazier 13 Reati 12 Borra |
| Sabatini 8                          | Assist     | 6 Frazier                    |
| McDuffie 8                          | Rimbalzi   | 11 Borra                     |
| Stefano Salieri                     | Allenatori | Devis Cagnardi               |

| Arbitri: | Wassermann (Trieste) Mottola (Taranto) Marzulli (Pisa) |

|                                   |            |                                       |
| Formenti 19 Cesana 17 McDuffie 15 | Punti      | 25 Redivo 16 Thompson 10 L. Valentini |
| Massone 7                         | Assist     | 4 Redivo, F. Valentini                |
| Sabatini, Poggi 6                 | Rimbalzi   | 8 Camara                              |
| Stefano Salieri                   | Allenatori | Andrea Valentini                      |

| Arbitri: | Moretti (Marsciano) Terranova (Ferrara) Salustri (Roma) |

|                                  |            |                                   |
| Cortese 24 Bonacini 15 Weaver 12 | Punti      | 13 Carberry 12 McDuffie 11 Cesana |
| Maspero 4                        | Assist     | 3 Sabatini                        |
| Weaver 9                         | Rimbalzi   | 7 McDuffie, Sabatini              |
| Gennaro Di Carlo                 | Allenatori | Stefano Salieri                   |

#### Girone azzurro

##### Andata
| Arbitri: | Marziali (Frosinone) Costa (Livorno) Yang Yao (Vigasio) |

|                                             |            |                               |
| McDuffie 28 Cesana 13 Formenti, Carberry 12 | Punti      | 23 Sims 19 Wheatle 14 Poletti |
| Sabatini 5                                  | Assist     | 7 Fletcher                    |
| Guariglia 8                                 | Rimbalzi   | 13 Sims                       |
| Stefano Salieri                             | Allenatori | Michele Carrea                |

| Arbitri: | Boscolo Nale (Chioggia) Longobucco (Ciampino) Giivannetti (Rivoli) |

|                                      |            |                                             |
| Cinciarini 18 Chiumenti 16 Givens 15 | Punti      | 16 Carberry 11 McDuffie, Cesana 10 Formenti |
| Rebec 6                              | Assist     | 6 Sabatini                                  |
| Givens 9                             | Rimbalzi   | 8 Molinaro                                  |
| Massimo Cancellieri                  | Allenatori | Stefano Salieri                             |

| Arbitri: | Rudellat (Nuoro) D'Amato (Tivoli) Miniati (Firenze) |

|                                   |            |                                   |
| McDuffie 20 Guariglia 13 Cesana 9 | Punti      | 27 Peric 15 Petrovic 10 Jurkatamm |
| Formenti 5                        | Assist     | 10 Moreno                         |
| McDuffie, Guariglia 8             | Rimbalzi   | 11 Peric                          |
| Stefano Salieri                   | Allenatori | Matteo Mecacci                    |

##### Ritorno
| Arbitri: | Cappello (Porto Empedocle) Centonza (Grottammare) Praticò (Reggio Calabria) |

|                                    |            |                                     |
| Saccaggi 22 Fletcher 15 Poletti 14 | Punti      | 19 Carberry 18 McDuffie 15 Sabatini |
| Della Rosa 5                       | Assist     | 4 Formenti                          |
| Sims 8                             | Rimbalzi   | 9 Molinaro                          |
| Michele Carrea                     | Allenatori | Stefano Salieri                     |

| Arbitri: | Catani (Pescara) Di Toro (Perugia) Del Greco (Verona) |

|                                        |            |                                  |
| Carberry 26 Cesana, Gajic 11 Massone 8 | Punti      | 16 Rebec 14 Cinciarini 11 Oxilia |
| Sabatini 5                             | Assist     | 5 Oxilia                         |
| Poggi 8                                | Rimbalzi   | 10 Oxilia                        |
| Stefano Salieri                        | Allenatori | Massimo Cancellieri              |

| Arbitri: | Ferretti (Nereto) Maffei (Preganziol) Lupelli (Aprilia) |

|                                  |            |                                               |
| Peric 18 Petrovic 15 Gasparin 12 | Punti      | 12 Poggi 9 Cesana, Gajic 7 Formenti, Sabatini |
| Peric 7                          | Assist     | 4 Sabatini                                    |
| Peric 9                          | Rimbalzi   | 10 Poggi                                      |
| Matteo Mecacci                   | Allenatori | Stefano Salieri                               |

## Statistiche
Aggiornate al 25 maggio 2021.

### Andamento in campionato

#### Regular season
| Giornata  | 1 | 2  | 3 | 4  | 5  | 6  | 7  | 8  | 9  | 10 | 11 | 12 | 13 | 14 | 15 | 16 | 17 | 18 | 19 | 20 | 21 | 22 | 23 | 24 | 25 | 26 |
| --------- | - | -- | - | -- | -- | -- | -- | -- | -- | -- | -- | -- | -- | -- | -- | -- | -- | -- | -- | -- | -- | -- | -- | -- | -- | -- |
| Luogo     | C | T  | T | C  | C  | T  | C  | T  | C  | C  | T  | T  | C  | T  | C  | C  | T  | T  | C  | T  | C  | T  | T  | C  | C  | T  |
| Risultato | P | P  | V | P  | P  | P  | V  | P  | V  | V  | V  | V  | V  | V  | V  | P  | P  | V  | P  | P  | V  | V  | P  | P  | V  | P  |
| Posizione | 9 | 13 | 8 | 10 | 11 | 13 | 10 | 12 | 11 | 11 | 10 | 6  | 5  | 5  | 3  | 4  | 4  | 4  | 5  | 5  | 4  | 4  | 7  | 8  | 6  | 8  |

Legenda:

Luogo: C = Casa; T = Trasferta. Risultato: V = Vittoria; N = Pareggio; P = Sconfitta.

#### Girone azzurro
| Giornata  | 1  | 2  | 3  | 4  | 5  | 6  |
| --------- | -- | -- | -- | -- | -- | -- |
| Luogo     | C  | T  | T  | C  | C  | T  |
| Risultato | P  | P  | P  | P  | P  | P  |
| Posizione | 18 | 18 | 18 | 18 | 18 | 18 |

Legenda:

Luogo: C = Casa; T = Trasferta. Risultato: V = Vittoria; N = Pareggio; P = Sconfitta.

### Statistiche di squadra
| Competizione            | Punti | In casa | In casa | In casa | In casa | In casa | In trasferta | In trasferta | In trasferta | In trasferta | In trasferta | Totale | Totale | Totale | Totale | Totale | Totale |
| Competizione            | Punti | G       | V       | P       | Ptf     | Pts     | G            | V            | P            | Ptf          | Pts          | G      | V      | P      | Ptf    | Pts    | Diff.  |
| ----------------------- | ----- | ------- | ------- | ------- | ------- | ------- | ------------ | ------------ | ------------ | ------------ | ------------ | ------ | ------ | ------ | ------ | ------ | ------ |
| Supercoppa              | 2     | 2       | 1       | 1       | 151     | 148     | 1            | 0            | 1            | 80           | 90           | 3      | 1      | 2      | 231    | 238    | -7     |
| Serie A2 - Reg. season  | 26    | 13      | 7       | 6       | 1105    | 1065    | 13           | 6            | 7            | 1030         | 1077         | 26     | 13     | 13     | 2135   | 2142   | -7     |
| Serie A2 - Gir. azzurro | 0     | 3       | 0       | 3       | 220     | 248     | 3            | 0            | 3            | 219          | 241          | 6      | 0      | 6      | 439    | 489    | -50    |
| Totale                  | -     | 18      | 8       | 10      | 1476    | 1461    | 17           | 6            | 11           | 1329         | 1408         | 35     | 14     | 21     | 2805   | 2869   | -64    |

### Statistiche dei giocatori

#### In Supercoppa
| Nome                 | G | Pun | Min | Falli | Falli | Tiri da 2 | Tiri da 2 | Tiri da 2 | Tiri da 3 | Tiri da 3 | Tiri da 3 | Tiri Liberi | Tiri Liberi | Tiri Liberi | Rimbalzi | Rimbalzi | Rimbalzi | Stop | Stop | Palle | Palle | Ass | Val | OER  |
| Nome                 | G | Pun | Min | C     | S     | R         | T         | %         | R         | T         | %         | R           | T           | %           | O        | D        | T        | D    | S    | P     | R     | Ass | Val | OER  |
| -------------------- | - | --- | --- | ----- | ----- | --------- | --------- | --------- | --------- | --------- | --------- | ----------- | ----------- | ----------- | -------- | -------- | -------- | ---- | ---- | ----- | ----- | --- | --- | ---- |
| Markis McDuffie      | 3 | 50  | 85  | 10    | 17    | 17        | 33        | 52        | 1         | 6         | 17        | 13          | 19          | 68          | 5        | 14       | 19       | 3    | 1    | 6     | 3     | 3   | 51  | 0,90 |
| Alessandro Voltolini | 1 | 0   | 1   | 0     | 0     | 0         | 0         | 0         | 0         | 0         | 0         | 0           | 0           | 0           | 0        | 0        | 0        | 0    | 0    | 0     | 0     | 0   | 0   | 0,00 |
| Giovanni Poggi       | 3 | 11  | 49  | 6     | 8     | 2         | 7         | 29        | 1         | 2         | 50        | 4           | 6           | 67          | 4        | 11       | 15       | 0    | 0    | 3     | 1     | 1   | 19  | 0,73 |
| Lorenzo Molinaro     | 3 | 13  | 51  | 10    | 6     | 5         | 9         | 56        | 0         | 1         | 0         | 3           | 4           | 75          | 5        | 8        | 13       | 2    | 0    | 3     | 1     | 2   | 18  | 0,87 |
| Matteo Formenti      | 3 | 14  | 80  | 4     | 4     | 3         | 8         | 38        | 2         | 12        | 17        | 2           | 2           | 100         | 2        | 5        | 7        | 0    | 3    | 7     | 1     | 7   | 4   | 0,45 |
| Nemanja Gajic        | 3 | 2   | 23  | 3     | 1     | 1         | 3         | 33        | 0         | 2         | 0         | 0           | 0           | 0           | 2        | 2        | 4        | 0    | 0    | 1     | 1     | 0   | 0   | 0,33 |
| Tommaso Guariglia    | 3 | 27  | 54  | 4     | 9     | 10        | 20        | 50        | 1         | 4         | 25        | 4           | 6           | 67          | 6        | 12       | 18       | 0    | 2    | 4     | 1     | 0   | 30  | 0,81 |
| Federico Massone     | 3 | 24  | 77  | 4     | 7     | 6         | 18        | 33        | 3         | 8         | 38        | 3           | 9           | 33          | 3        | 11       | 14       | 1    | 3    | 4     | 4     | 12  | 28  | 0,64 |
| Tobin Carberry       | 3 | 57  | 99  | 5     | 9     | 15        | 28        | 54        | 6         | 12        | 50        | 9           | 13          | 69          | 2        | 4        | 6        | 0    | 1    | 6     | 8     | 7   | 52  | 1,07 |
| Luca Cesana          | 3 | 33  | 81  | 6     | 5     | 8         | 16        | 50        | 5         | 10        | 50        | 2           | 2           | 100         | 1        | 12       | 13       | 0    | 0    | 6     | 1     | 8   | 35  | 1,00 |
| Totale               | 3 | 231 | -   | 52    | 66    | 67        | 142       | 47        | 19        | 57        | 33        | 40          | 61          | 66          | 39       | 82       | 121      | 6    | 10   | 41    | 21    | 40  | 237 | 0,82 |

#### In regular season
| Nome                 | G  | Pun  | Min | Falli | Falli | Tiri da 2 | Tiri da 2 | Tiri da 2 | Tiri da 3 | Tiri da 3 | Tiri da 3 | Tiri Liberi | Tiri Liberi | Tiri Liberi | Rimbalzi | Rimbalzi | Rimbalzi | Stop | Stop | Palle | Palle | Ass | Val  | OER  |
| Nome                 | G  | Pun  | Min | C     | S     | R         | T         | %         | R         | T         | %         | R           | T           | %           | O        | D        | T        | D    | S    | P     | R     | Ass | Val  | OER  |
| -------------------- | -- | ---- | --- | ----- | ----- | --------- | --------- | --------- | --------- | --------- | --------- | ----------- | ----------- | ----------- | -------- | -------- | -------- | ---- | ---- | ----- | ----- | --- | ---- | ---- |
| Markis McDuffie      | 26 | 535  | 807 | 55    | 124   | 134       | 251       | 53        | 47        | 113       | 42        | 126         | 159         | 79          | 53       | 111      | 164      | 17   | 12   | 48    | 36    | 47  | 592  | 1,06 |
| Alessandro Voltolini | 7  | 15   | 44  | 5     | 5     | 2         | 5         | 40        | 3         | 6         | 50        | 2           | 4           | 50          | 3        | 5        | 8        | 1    | 1    | 2     | 1     | 1   | 15   | 0,94 |
| Nicola Perotti       | 1  | 0    | 2   | 0     | 0     | 0         | 0         | 0         | 0         | 1         | 0         | 0           | 0           | 0           | 0        | 0        | 0        | 0    | 0    | 0     | 0     | 0   | -1   | 0,00 |
| Giovanni Poggi       | 26 | 95   | 321 | 49    | 36    | 29        | 58        | 50        | 3         | 11        | 27        | 28          | 38          | 74          | 29       | 49       | 78       | 3    | 5    | 15    | 6     | 9   | 111  | 0,88 |
| Lorenzo Molinaro     | 25 | 141  | 497 | 82    | 50    | 48        | 101       | 48        | 5         | 19        | 26        | 30          | 46          | 65          | 25       | 76       | 101      | 14   | 2    | 49    | 13    | 17  | 120  | 0,73 |
| Matteo Formenti      | 26 | 237  | 786 | 54    | 61    | 32        | 60        | 53        | 40        | 121       | 33        | 53          | 62          | 85          | 9        | 63       | 72       | 0    | 4    | 45    | 19    | 75  | 243  | 0,91 |
| Gherardo Sabatini    | 7  | 72   | 186 | 19    | 28    | 13        | 30        | 43        | 10        | 26        | 38        | 16          | 24          | 67          | 9        | 28       | 37       | 0    | 1    | 19    | 16    | 34  | 107  | 0,82 |
| Nemanja Gajic        | 22 | 32   | 185 | 23    | 10    | 6         | 13        | 46        | 5         | 22        | 21        | 5           | 8           | 63          | 6        | 7        | 13       | 1    | 3    | 7     | 4     | 7   | 7    | 0,65 |
| Tommaso Guariglia    | 26 | 229  | 471 | 45    | 48    | 85        | 157       | 54        | 6         | 23        | 26        | 41          | 56          | 73          | 39       | 99       | 138      | 3    | 8    | 19    | 10    | 10  | 262  | 0,97 |
| Federico Massone     | 26 | 152  | 516 | 40    | 38    | 50        | 113       | 44        | 12        | 43        | 28        | 16          | 25          | 64          | 22       | 46       | 68       | 2    | 11   | 58    | 26    | 95  | 169  | 0,64 |
| Tobin Carberry       | 26 | 378  | 791 | 53    | 81    | 107       | 201       | 53        | 28        | 88        | 32        | 80          | 101         | 79          | 29       | 84       | 113      | 2    | 10   | 28    | 27    | 46  | 381  | 1,00 |
| Stipe Jelic          | 2  | 0    | 4   | 1     | 0     | 0         | 0         | 0         | 0         | 0         | 0         | 0           | 0           | 0           | 0        | 0        | 0        | 0    | 0    | 0     | 0     | 0   | -1   | 0,00 |
| Luca Cesana          | 26 | 249  | 640 | 74    | 50    | 47        | 90        | 52        | 40        | 107       | 37        | 35          | 47          | 74          | 17       | 70       | 87       | 4    | 3    | 34    | 19    | 64  | 240  | 0,97 |
| Totale               | 26 | 2135 | -   | 501   | 531   | 553       | 1079      | 51        | 199       | 580       | 34        | 432         | 570         | 76          | 277      | 688      | 965      | 47   | 60   | 335   | 177   | 405 | 2379 | 0,91 |

#### Nel girone azzurro
| Nome                 | G | Pun | Min | Falli | Falli | Tiri da 2 | Tiri da 2 | Tiri da 2 | Tiri da 3 | Tiri da 3 | Tiri da 3 | Tiri Liberi | Tiri Liberi | Tiri Liberi | Rimbalzi | Rimbalzi | Rimbalzi | Stop | Stop | Palle | Palle | Ass | Val | OER  |
| Nome                 | G | Pun | Min | C     | S     | R         | T         | %         | R         | T         | %         | R           | T           | %           | O        | D        | T        | D    | S    | P     | R     | Ass | Val | OER  |
| -------------------- | - | --- | --- | ----- | ----- | --------- | --------- | --------- | --------- | --------- | --------- | ----------- | ----------- | ----------- | -------- | -------- | -------- | ---- | ---- | ----- | ----- | --- | --- | ---- |
| Markis McDuffie      | 4 | 77  | 106 | 9     | 22    | 16        | 34        | 47        | 6         | 20        | 30        | 27          | 32          | 84          | 8        | 18       | 26       | 2    | 2    | 11    | 3     | 3   | 74  | 0,93 |
| Alessandro Voltolini | 2 | 8   | 28  | 3     | 1     | 4         | 5         | 80        | 0         | 3         | 0         | 0           | 2           | 0           | 4        | 2        | 6        | 0    | 0    | 2     | 1     | 0   | 5   | 0,73 |
| Giovanni Poggi       | 6 | 35  | 122 | 18    | 29    | 8         | 17        | 47        | 0         | 2         | 0         | 19          | 31          | 61          | 15       | 17       | 32       | 2    | 1    | 5     | 6     | 6   | 63  | 0,86 |
| Lorenzo Molinaro     | 6 | 22  | 99  | 13    | 6     | 10        | 20        | 50        | 0         | 2         | 0         | 2           | 4           | 50          | 9        | 24       | 33       | 1    | 0    | 12    | 8     | 3   | 34  | 0,61 |
| Matteo Formenti      | 6 | 50  | 175 | 11    | 18    | 5         | 19        | 26        | 8         | 19        | 42        | 16          | 17          | 94          | 2        | 6        | 8        | 0    | 2    | 6     | 6     | 15  | 52  | 0,92 |
| Gherardo Sabatini    | 6 | 32  | 145 | 13    | 13    | 6         | 23        | 26        | 3         | 20        | 15        | 11          | 15          | 73          | 2        | 19       | 21       | 1    | 1    | 9     | 9     | 26  | 41  | 0,53 |
| Nemanja Gajic        | 4 | 20  | 51  | 3     | 0     | 1         | 5         | 20        | 6         | 10        | 60        | 0           | 0           | 0           | 1        | 7        | 8        | 1    | 0    | 0     | 2     | 0   | 20  | 1,33 |
| Tommaso Guariglia    | 3 | 28  | 67  | 5     | 8     | 10        | 20        | 50        | 1         | 3         | 33        | 5           | 6           | 83          | 3        | 18       | 21       | 1    | 0    | 2     | 0     | 2   | 40  | 1,00 |
| Federico Massone     | 6 | 30  | 104 | 4     | 10    | 11        | 20        | 55        | 1         | 9         | 11        | 5           | 8           | 63          | 0        | 7        | 7        | 0    | 1    | 15    | 1     | 13  | 21  | 0,61 |
| Tobin Carberry       | 6 | 84  | 159 | 9     | 14    | 24        | 44        | 55        | 6         | 16        | 38        | 18          | 23          | 78          | 2        | 20       | 22       | 1    | 1    | 3     | 2     | 6   | 81  | 1,11 |
| Stipe Jelic          | 1 | 0   | 5   | 0     | 0     | 0         | 0         | 0         | 0         | 1         | 0         | 0           | 0           | 0           | 0        | 0        | 0        | 0    | 0    | 0     | 0     | 0   | -1  | 0,00 |
| Luca Cesana          | 6 | 53  | 139 | 19    | 5     | 8         | 20        | 40        | 11        | 32        | 34        | 4           | 6           | 67          | 4        | 13       | 17       | 2    | 1    | 8     | 2     | 7   | 23  | 0,83 |
| Totale               | 6 | 439 | -   | 108   | 126   | 103       | 227       | 45        | 42        | 137       | 31        | 107         | 144         | 74          | 55       | 163      | 218      | 11   | 9    | 74    | 40    | 81  | 477 | 0,85 |